# Die Macht der Arbeit
Die Macht der Arbeit (frz.: La Puissance du Travail) ist der deutsche Titel des französisch-schweizerischen Stummfilmdramas La Vocation d’André Carel, das Jean Choux 1925 nach eigenem Drehbuch und in seiner eigenen Firma Production Jean Choux zusammen mit Hazard-Joseph de Ruyter und seiner Gesellschaft Les Films H.D.R. aus Paris realisierte. Auch die Auswahl der Schauspieler und den Schnitt besorgte er selbst.

## Handlung
Begleitet von seinem gutmütigen Hauslehrer Gaston Lebeau fährt André Carel nach dem Willen seines um seine Gesundheit besorgten Vaters zur Erholung an den Genfersee. Dort verliebt sich der labile Sohn aus großbürgerlichem Hause bei einem Bootsausflug in Reine, die schöne Tochter eines einfachen Schiffers. Um sie ausschließlich durch seinen Charakter zu beeindrucken, verschweigt er seine Herkunft und heuert als angeblicher Wanderarbeiter an Bord des Schiffes an.
Doch auch der Matrose Cardan hat es, obgleich bereits verlobt, auf Reine abgesehen. Eines Nachts wird André von seinem eifersüchtigen Nebenbuhler angegriffen und ins Wasser geworfen. Reine und die Schiffer können ihn zwar retten, er bekommt aber ein schlimmes Fieber und bricht, in Evian angekommen, geschwächt in den Armen seines Vaters zusammen. Er gesteht ihm seine Liebe ein und seine Berufung zu einem Leben als Schiffer. Der Vater hat gegen alles Erwarten Verständnis und André darf seine Reine heiraten.

## Hintergrund
Jean Choux war nach einem Jurastudium als Journalist und Kritiker (u. a. bei La Suisse) tätig, ehe er zum Film fand; La Vocation d’André Carel war sein erster Film und die Rolle des Hauslehrers Lebeau darin Michel Simons erste Filmrolle.
Die Außenaufnahmen fanden vom Sommer bis in den Herbst 1924 in der Landschaft um den Genfersee, in Montreux, Lausanne und Meillerie statt; die Innenszenen entstanden im Winter 1924 in den Gaumont-Studios in Paris La Villette. Die Photographie lag in den Händen von Charles-Georges Duvanel und Paul Guichard.
Der Film wurde in der Schweiz erstmals am 2. Oktober 1925 in Genf gezeigt. Seine Kinopremiere hatte er in Genf im Grand Cinéma am 9. Oktober 1925 und in Lausanne im Kino Lumen am 2. April 1926; in Frankreich wurde er am 9. Februar 1926 bei einer Pressevorstellung in Paris uraufgeführt.
Den Verleih für die Schweiz hatte die Geneva-Film in Genf, den für Frankreich die Firma Les Films Cosmographe in Paris übernommen. In Lausanne und Paris lief er unter dem Titel La Puissance du Travail.

## Rezeption
Die positive Kritik, mit welcher der Film nach seiner Uraufführung im Journal La Suisse bedacht wurde, verdankte sich eher der Tatsache, dass der Journalist, der sie einrückte, seinem ehemaligen Kollegen Choux gefällig sein wollte, denn der Beliebtheit beim Publikum. In Genf wurde der Film trotz der Anziehungskraft der Schauwerte, welche die Abbildung der lokalen Landschaft für die Zuschauer bot, nicht länger als eine Woche plakatiert. In Lausanne, wo er erst im April 1926 gezeigt wurde, traf er auf ein indifferentes Publikum. So verschwand „La vocation d’André Carel“ rasch wieder von den Leinwänden und galt bald als verloren. Entmutigt verließ Choux Genf und wandte sich nach Frankreich.
Die Premiere des Films war eine Offenbarung und sorgte in Pordenone für Begeisterung und allgemeine Anerkennung (Medien Tipp, 14. Sep. 2004).
Mit seiner gelungenen Umsetzung und seinen impressionistischen Sequenzen von der harten Arbeit der Schiffer am Genfersee lässt sich der Film in die Reihe der großen Stummfilme der französischen Avantgarde (Delluc, L’Herbier, Epstein) einreihen (memoriav.ch).
The most interesting aspects of this Swiss film are the beautiful landscapes showed superbly thanks to the cinematography by Herr Charles–Georges Duvanel and Herr Paul Guichard. The evocative and marine scenes at the Léman Lake focused on the boatmen’s hardships (an important statement about a way of living which has disappeared). Detailed are those different worlds where André is immersed - the idle and the working class. Unfortunately the film doesn’t go deeply with those dramatic and interesting subjects (only succinctly). The director is satisfied depicting an anodyne and classic love story instead developing the drama implied in the film. That is not to mention the process of becoming aware of class-consciousness that André suffers. (Ferdinand von Galitzien)
Der Film, der nur noch fleckig und verkratzt vorlag. wurde 2001/02 durch Carole Delessert und Reto Kromer von der Cinémathèque Suisse, in Zusammenarbeit mit Hermann Wetter, im Verein mit der Cinèmathèque Française und dem Archive Français du Film CNC Paris in zweijähriger Arbeit wiederhergestellt. Die jetzt verfügbare Version von „Die Macht der Arbeit“ ist viragiert, misst 2068 Meter und spielt bei 18 BpS 85 Minuten lang.
In restaurierter Fassung wieder aufgeführt wurde „Die Macht der Arbeit“ im Herbst 2002 bei den Giornate del cinema muto in Pordenone-Sacile (Norditalien), wo die Schweiz Ehrengast war, und danach in der Schweiz am 7. August 2003 auf dem Internationalen Filmfestival von Locarno.
Der Kultursender Arte strahlte den Film am 27. Mai 2005 um 00.30 Uhr mit Musikbegleitung durch den Freiburger Geigerpianisten Günther A. Buchwald aus.
Die Cinèmathèque Suisse im Verein mit Radio Télévision Suisse brachten im Februar 2014 eine Doppel-CD zum Gedenken an die beiden Genfer Schauspieler Michel und François Simon auf den Markt, auf welcher „Die Macht der Arbeit“ mit Musikbegleitung durch das Quintet Inutil enthalten ist.
Eine Schweizer Briefmarke (60 Rappen) mit einem Bild von Michel Simon aus „Die Macht der Arbeit“ war schon 1995 erschienen.
Jesse Lee Kercheval, professor of English at the University of Wisconsin at Madison, hat 2009 in ihre durch das Betrachten von Stummfilmen beim Festival in Pordenone inspirierte Sammlung »Cinema Muto« auch ein Gedicht auf „Die Macht der Arbeit“ von Jean Choux aufgenommen.